# Sarco

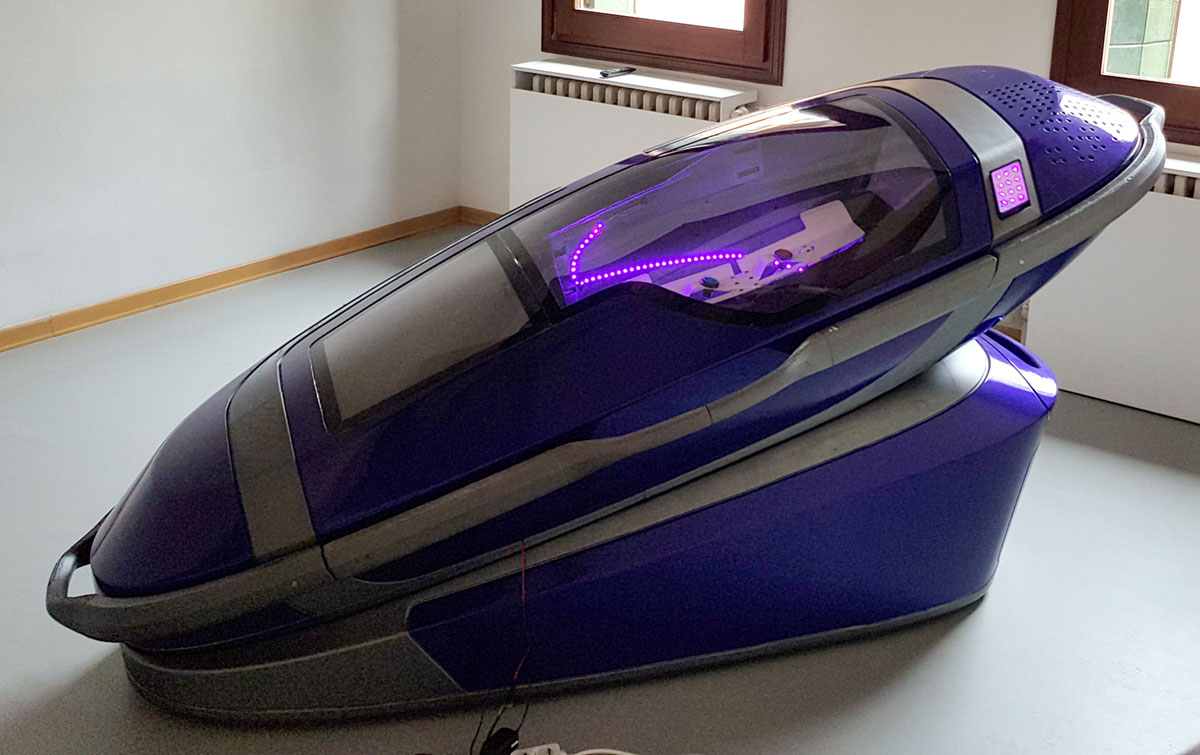
Kapsuła Sarco

Sarco – samoobsługowa kapsuła pozwalająca osobie zainteresowanej na bezbolesne dokonanie eutanazji.
Urządzenie zostało stworzone przez Philipa Nitschke z przedsiębiorstwa Exit International – propagatora eutanazji i dopuszczone do użytku w Szwajcarii w 2022. Wytwarzane jest techniką druku 3D.
W celu dokonania eutanazji należy się położyć w kapsule. System elektroniczny przed aktywacją procesu za pomocą znanego danej osobie kodu, zadaje kilka pytań. Zapis odpowiedzi stanowi dokument dokonania samodzielnej eutanazji dla władz. Po aktywacji procesu samobójstwa, kapsuła uwalnia azot i zmniejsza ilość tlenu, powodując, że użytkownik traci przytomność i w ciągu około minuty umiera w wyniku niedotlenienia organizmu. Kapsuła jest aktywowana od wewnątrz i ma przycisk awaryjny do ewentualnego wyjścia po zmianie zdania.
Stosowanie kapsuły wywołało debaty pomiędzy przeciwnikami a zwolennikami eutanazji lub wspomaganych samobójstw na całym świecie.